# Mount Butler
Mount Butler ist ein Berg in der antarktischen Ross Dependency. Auf der Edward-VII-Halbinsel ragt er als südlichster Gipfel der Rockefeller Mountains auf.
Entdeckt wurde er am 27. Januar 1929 während eines Überfluges bei der ersten Antarktisexpedition (1928–1930) des US-amerikanischen Polarforschers Richard Evelyn Byrd. Die Benennung erfolgte bei der ebenfalls von Byrd geleiteten United States Antarctic Service Expedition (1939–1941). Namensgeber ist der US-amerikanische Kartograf Raymond Archibald Butler (1906–1982), der bei letzter Forschungsreise im Dezember 1940 an der Errichtung einer seismischen Station in den Rockefeller Mountains beteiligt war.